# 第21集団軍
第21集団軍（第21集团军）とは、中国人民解放軍陸軍の軍級部隊。甲類集団軍。蘭州軍区に所属する。西北部の防衛・治安維持を担当する。

## 歴史
第21集団軍の前身は、新四軍第2師と第4師である。日中戦争勃発時、南方の紅軍遊撃隊から新四軍が編成され、紅28軍から第4支隊が編成された。皖南事変後、新四軍第2師に改編され、「奴隷将軍」として知られる羅炳輝が師長を務めた。新四軍第4師は、彭雪楓の下で発展し、彭の戦死後、張愛萍が師長を務めた。
対日戦勝後、両師は華東野戦軍第2縦隊に編入され、韋国清将軍が縦隊司令兼政治委員に任命された。同縦隊は、華東野戦軍の主力となり、華東を転戦した。後に、舟山群島解放作戦を実行し、上海の封鎖を解除した。
中華人民共和国建国後、朝鮮戦争に参加し、停戦後も北朝鮮に長期駐留した。帰国後、西北の少数民族の鎮圧作戦に参加。第3野戦軍系統の主力部隊と考えられ、1980年代の軍縮時にも、甲類集団軍とされた。六四天安門事件発生時、鄧小平は、学生の鎮圧のために同集団軍を動員した。

## 編制
軍部（司令部）は、陝西省宝鶏にあるとされている。
- 第61自動車化歩兵師団＜快速反応部隊＞（甘粛省天水市）
- 第62機械化歩兵旅団（所在地不明）
- 第12装甲旅団（甘粛省張掖市）
- 第19砲兵旅団（寧夏中寧市）
- 高射砲旅団
- 通信連隊
- 工兵連隊
- 化学防護連隊
- 第90舟橋連隊

## 歴代軍長
| 職名 | 氏名   | 階級 | 在任期間 | 出身校 | 前職           |
| ---- | ------ | ---- | -------- | ------ | -------------- |
| 軍長 | 徐粉林 | 少将 |          |        | 第47集団軍軍長 |

| 職名     | 氏名   | 階級 | 在任期間 | 出身校 | 前職 |
| -------- | ------ | ---- | -------- | ------ | ---- |
| 政治委員 | 田修思 | 少将 |          |        |      |